# Christian vom Lehn
Christian vom Lehn (ur. 14 kwietnia 1992 w Wuppertalu) – niemiecki pływak, brązowy medalista mistrzostw świata.
Specjalizuje się w pływaniu stylem klasycznym. Jego największym dotychczasowym sukcesem jest brązowy medal mistrzostw świata w 2011 roku w Szanghaju w wyścigu na 200 m stylem klasycznym. Wicemistrz Europy z Debreczyna w sztafecie 4 x 100 m stylem zmiennym. 4-krotny medalista mistrzostw Europy juniorów z Pragi i Helsinek.
Uczestnik igrzysk olimpijskich w Londynie (2012) na 100 (19. miejsce) i 200 m żabką (12. miejsce) oraz w sztafecie 4 x 100 m stylem zmiennym (6. miejsce).